# Baudouin Oosterlynck
Baudouin Oosterlynck, né à Courtrai le 19 novembre 1946 , est un plasticien, performeur et artiste du son belge.

## Biographie
Baudouin Oosterlynck explore le son à travers les instruments qu'il crée (objets sonores) et des instruments d'écoute (prothèses), des partitions dessin. Ses « prothèses acoustiques » sont des dispositifs et environnements spatiaux conçus et construits par lui qui permettent à l'utilisateur d'écouter de manière nouvelle et intense le monde et ses sons.  
Dans les années 1970, Oosterlynck a travaillé principalement comme compositeur expérimental de musique nouvelle. Son idée de la musique a été décrite comme avantgardiste. Selon un poète allemand, Baudouin Oosterlynck a dit: «Si l’ensemble était formé de sons, on aura de la musique.»
En 1978, Baudouin Oosterlynck collabore avec le peintre et graveur Luc Piron et l’artiste Greet Stroobants dans une performance et un environnement intitulé Bondage Room (Salle ou chambre de bondage). La performance de Bondage Room était une intervention avancée, qui reflétait leur soif d'expérimentations radicales, mais reflétait également l'esprit de l'époque.
Il est membre de l'Académie royale des sciences, des lettres et des beaux-arts de Belgique.

## Expositions
- Galerie Triangle Bleu, Stavelot, 2010[5]
- Mac'S - Grand-Hornu, 2011-2012[6]

## Œuvre sonore
- Baudouin Oosterlynck, Baudouin Oosterlynck : 1975-1978, 4 LP box / 4 CD box, Metaphon 001, 2008 + livret de 78 pages : piano préparé, voix, objets

## Documentaire
- André Dartevelle, Singulier Voyage entre l’œil et l'oreille, 2001